# Bernard Fellay
Pour les articles homonymes, voir Fellay.
Bernard Fellay, né le 12 avril 1958 à Sierre (Suisse), est un prélat catholique traditionaliste suisse,. Consacré évêque par Marcel Lefebvre en 1988, il exerce la charge de supérieur général de la Fraternité sacerdotale Saint-Pie-X (FSSPX) de 1994 à 2018. Durant son supériorat, il travaille activement à la réconciliation de la FSSPX avec la papauté. En juillet 2018, il est élu conseiller général de la FSSPX par le chapitre général.

## Biographie

### Jeunesse et ministère
Après avoir passé sa maturité au lycée-collège de l'Abbaye de Saint-Maurice en Valais, Bernard Fellay entre au séminaire d'Écône en octobre 1977. Il est ordonné prêtre le 29 juin 1982 par Marcel Lefebvre. Peu après son ordination, il est nommé économe général de la FSSPX, poste qu'il conserve jusqu'en 1988.

### Le sacre et l'excommunication
Après son ordination épiscopale, sans permission du pape, le 30 juin 1988 par Marcel Lefebvre, le cardinal Bernardin Gantin, préfet de la Sacrée Congrégation pour les évêques, déclare excommuniés et schismatiques Lefebvre lui-même, Castro-Mayer, l'évêque coconsécrateur, et les quatre nouveaux évêques, dont Bernard Fellay. Le décret sera levé en 2009.

### Supérieur de la FSSPX
En juillet 1994, le chapitre général de la Fraternité Saint-Pie X l'élit supérieur général pour 12 ans, à la suite de l'abbé Schmidberger. En 2006, il est réélu pour un mandat de 12 ans. L'abbé Davide Pagliarani lui succède au supériorat général en juillet 2018. Fellay est alors élu conseiller général de la FSSPX, avec l'abbé Franz Schmidberger.
Peu après son élection, le pape Benoît XVI le reçoit, le 29 août 2005, à Castel Gandolfo, accompagné du cardinal Dario Castrillon Hoyos, afin d'engager un processus de réconciliation et de réintégration de la Fraternité Saint-Pie-X. En 2015, il révèle qu'il reçoit régulièrement des mandats romains « depuis plus de dix ans » pour agir comme juge de première instance au tribunal de la Congrégation pour la doctrine de la foi, afin de juger des cas de membres de la FSSPX[Pas dans la source].

### Levée de l'excommunication
Le décret de la Congrégation pour les évêques du 21 janvier 2009, signé par le cardinal Giovanni Battista Re, préfet de la congrégation, lève l'excommunication qui frappait Marcel Lefebvre et les quatre évêques consacrés par lui : Bernard Fellay, Alfonso de Galarreta, Bernard Tissier de Mallerais et Richard Williamson,.
Cependant, le décret ajoute : « On espère que ce pas sera suivi de la réalisation rapide de la pleine communion avec l'Église, de toute la Fraternité Saint-Pie X », signifiant que la Fraternité sacerdotale Saint-Pie-X n'est pas encore considérée comme en pleine communion avec l'Église de Rome.

### Processus de réconciliation avec Rome
En décembre 2013, Fellay vient au Vatican, pour une rencontre avec Guido Pozzo, secrétaire de la commission Ecclesia Dei et Augustine Di Noia, le vice-président de la commission. À cette occasion, alors qu’il déjeune à la Maison Sainte-Marthe avec ses hôtes, Fellay salue très brièvement le pape François.
En 2014, le 23 septembre, Fellay rencontre le cardinal Gerhard Ludwig Müller à Rome, pour une prise de contact.
Le 5 décembre, il rencontre le cardinal Walter Brandmüller, au séminaire de Zaitzkofen.
Le 1er avril 2016, le pape François le reçoit, dans le cadre du processus de réconciliation engagé plusieurs années plus tôt. La rencontre d'une quarantaine de minutes est qualifiée par la presse de « positive ».
Le 13 octobre 2016, Fellay rencontre le cardinal Gerhard Ludwig Müller pour la seconde fois.
Il relève en 2017 sept responsables de la fraternité s'opposant à la reconnaissance par le Vatican des mariages célébrés au sein de la fraternité.
En septembre 2017, Fellay revendique avoir signé la Correctio Filialis adressée au pape François.
En 2018, Fellay est évincé et Davide Pagliarani devient supérieur général de la FSSPX. Ainsi « c'est la ligne opposée à un rapprochement avec Rome qui a pris le dessus ».

### Abus sexuels dans l’Église
En mars 2017, il est accusé par Mediapart, avec 24 évêques français, d'avoir couvert des auteurs d'abus sexuels,. La commission pontificale Ecclesia Dei déclare qu'en cas de régularisation canonique, Fellay serait comme tout évêque catholique « justiciable du motu proprio Comme une mère aimante, qui prévoit la révocation d'un ordinaire s'il a manqué de diligence dans les cas d'abus sexuels ». Dans le même temps, le Vatican affirme que Fellay « n’a jamais pris aucune décision concernant les délits graves sans en référer à la Congrégation pour la doctrine de la foi (CDF) ou à celle pour le clergé pour les renvois de l’état clérical ». Cette position est confirmée par le pape lui-même dans une interview accordée à Nicolas Senèze, journaliste de La Croix, le 13 mai 2017 mais elle est contestée par l'AVREF dans son Livre Noir de la Fraternité sacerdotale Saint-Pie X (p. 47), au moins pour les cas des abbés Philippe Peignot, Frédéric Abbet et Christophe Roisnel.

## Publication
- Pour l'amour de l'Église : entretiens avec Robert Landers, Versailles, Via Romana, 2019, 152 p. (ISBN 978-2-37271-128-9).